# Вос, Кэтлин
Кэтлин Вос (англ. Kathleen D. Vohs; род. 1974, Сент-Пол, Миннесота) — американский психолог, бихевиорист, исследовательница в области социальной психиологии и поведенческой экономики. Доктор философии (2000), занимает именную кафедру маркетинга в Школе менеджмента Карлсона Университета Миннесоты, именной заслуженный Университетский профессор. Как отмечается The Decision Lab, к концу 2000-х годов К. Вос стала всемирно признанным идейным лидером в области поведенческих наук.
На ее исследования обращали внимание Марк Цукерберг и Барак Обама.

## Биография и исследования
Родилась и выросла в Сент-Поле (штат Миннесота). Ее мать была геронтологической медсестрой, ухаживавшей за пациентами с болезнью Альцгеймера, а отец был бухгалтером. «Вместе они сделали меня тем, кто я есть: ученым, глубоко заинтересованным в выяснении того, почему люди действуют так, а не иначе, — с помощью цифр и систематических процессов», — высказывалась К. Вос.
В 1996 году окончила частный гуманитарный колледж Gustavus Adolphus, получив степень бакалавра психологии summa cum laude. В 2000 году получила докторскую степень в области психологии и наук о мозге в Дартмутском колледже. Затем являлась постдоком в Университете Кейс Вестерн Резерв (2000—2002) и Университете Юты (2002—2003). В первом из них она начала сотрудничать с одним из самых выдающихся социальных психологов Америки того времени Роем Баумейстером, своим продолжительным сотрудничеством с которым станет особо известна. Как отмечают, они, вероятно, наиболее известны своей работой по саморегуляции, а также статьей 2001 года «Плохое сильнее хорошего», придающей вес аргументу о том, что «более тяжелый» жизненный опыт на самом деле более значим. В 2003 году стала преподавателем в Школе бизнеса Саундера при Университете Британской Колумбии (Канада), занимала Canada Research Chair.
С 2005 года профессор маркетинга в Университете Миннесоты.
В настоящее время является именным заслуженным Университетским профессором Distinguished McKnight University Professor (с 2016) и занимает кафедру маркетинга Лэнда О’Лейкса в Школе менеджмента Карлсона (с 2014). Также состоит почетным профессором факультета экономики и бизнеса Университета Гронингена в Нидерландах. Член Society for Personality and Social Psychology.
Автор более 250 научных публикаций, писала приглашенные статьи для Science и New York Times, редактор девяти книг (одна из которых выдержала уже третье издание).
Внесла значительный вклад в социальную психологию, на которой были сосредоточены ее ранние исследования, и поведенческие науки, особенно в рамках своих основных интересов о саморегуляции, поиске смысла жизни, психологии денег и гетеросексуальных сексуальных отношений.
Вос работала в ряде различных областей поведенческих финансов и поведенческой экономики, включая психологию «Я» и идентичности, эффекты выбора, психологию денег и экономические принципы гетеросексуальных отношений. Под первую рубрику попадает ее важная работа по теории саморегуляции, в которой она пыттается понять такие паттерны поведения как импульсивные траты, переедание, создание плохого первого впечатления и т. д. Как отмечается: «В своих моделях она рассматривает самоконтроль как ограниченный ресурс, который истощается от использования, но его можно тренировать как мышцу».
Она также изучала процессы, посредством которых конструируется и поддерживается личная идентичность, помогая объяснить такие явления, как высокая и низкая самооценка.
Вос также стала первопроходцем в изучении «сексуальной экономики», то есть гетеросексуальных отношений, изучаемых через призму поведенческой экономики. Большая часть исследований Вос во всех этих областях проводилась в сотрудничестве с социальным психологом Роем Ф. Баумейстером. Вместе с Баумейстером и философом Альфредом Р. Мелом она написала в 2010 году работу «Свободная воля и сознание», а также статью 2014 года в Scientific American, за которую удостоилась Free Will Essay Prize.

### Награды
- SAGE Young Scholar Award в области социальной и личностной психологии, Society for Personality and Social Psychology[англ.] (2008)
- International Society for Self and Identity Outstanding Early Career Award (2009)
- Free Will Essay Prize, Фонд Джона Темплтона (2013)
- Исследовательская премия Аннелизы Майер, Фонд Александра фон Гумбольдта Министерства исследований и образования Германии (2014)[3]
- «Лучший преподаватель бизнес-школы в возрасте до 40 лет» по версии Poets and Quants[англ.] (2014)
- «Прорывной бизнес-мыслитель, за которым стоит следить» по версии Inc.com (2014)[8]
- Высокоцитируемый исследователь по версии Thomson Reuter ISI Web of Science (2015-18)[5]

В 2018 году награждена премией общества потребительской психологии за выдающийся научный вклад-почетной наградой, присуждаемой ученым, внесшим значительный вклад в область потребительской психологии. В том же году названа одним из 25 лучших поведенческих экономистов по версии журнала MBA.

## Научные работы
- Baumeister, R. F., Bratslavsky, E., Finkenauer, C., & Vohs, K. D. (2001). Bad is stronger than good. Review of General Psychology, 5, 323—370.
- Baumeister, R. F., Campbell, J. D., Krueger, J. I., & Vohs, K. D. (2003). Does high self-esteem cause better performance, interpersonal success, happiness, or healthier lifestyles? Psychological Science in the Public Interest, 4, 1-44.
- Baumeister, R. F., Masicampo, E. J., & Vohs, K. D. (2011). Do conscious thoughts cause behavior? Annual Review of Psychology, 62, 331—362.
- Baumeister, R. F., & Vohs, K. D. (2004). Sexual economics: Sex as female resource for social exchange in heterosexual interactions. Personality and Social Psychology Review, 8, 339—363.
- Baumeister, R. F., Vohs, K. D., DeWall, N., & Zhang, L. (2007). How emotion shapes behavior: Feedback, anticipation, and reflection, rather than direct causation. Personality and Social Psychology Review, 11, 167—203.
- Heine, S. J., Proulx, T., & Vohs, K. D. (2006). Meaning maintenance model: On the coherence of social motivations. Personality and Social Psychology Review, 10, 88-110.
- Hofmann, W., Vohs, K. D., & Baumeister, R. F. (2012). What people desire, feel conflicted about, and try to resist in everyday life. Psychological Science, 23, 582—588.
- Schmeichel, B. J., Vohs, K. D., & Baumeister, R. F. (2003). Intellectual performance and ego depletion: Role of the self in logical reasoning and other information processing. Journal of Personality and Social Psychology, 85, 33-46.
- Vohs, K. D., Baumeister, R. F., & Ciarocco, N. (2005). Self-regulation and self-presentation: Regulatory resource depletion impairs impression management and effortful self-presentation depletes regulatory resources. Journal of Personality and Social Psychology, 88, 632—657.
- Vohs, K. D., Baumeister, R. F., Schmeichel, B. J., Twenge, J. M., Nelson, N. M., & Tice, D. M. (2008). Making choices impairs subsequent self-control: A limited-resource account of decision making, self-regulation, and active initiative. Journal of Personality and Social Psychology, 94, 883—898.
- Vohs, K. D., & Faber, R.J. (2007). Spent resources: Self-regulatory resource availability affects impulse buying. Journal of Consumer Research, 33, 537—547.
- Vohs, K. D., & Heatherton, T. F. (2000). Self-regulatory failure: A resource-depletion approach. Psychological Science, 11, 249—254.
- Vohs, K. D., Mead, N. L., & Goode, M. R. (2006). The psychological consequences of money. Science, 314, 1154—1156.
- Vohs, K. D., Park, J., & Schmeichel, B. J. (2013). Self-affirmation can enable goal disengagement. Journal of Personality and Social Psychology, 104, 14-27.
- Vohs, K. D., Redden, J. P., & Rahinel, R. (2013). Physical order produces healthy choices, generosity, conventionality, whereas disorder produces creativity. Psychological Science, 24, 1714—1721.
- Vohs, K. D., & Schmeichel, B. J. (2003). Self-regulation and the extended now: Controlling the self alters the subjective experience of time. Journal of Personality and Social Psychology, 85, 217—230.
- Vohs, K. D., & Schooler, J. W. (2008). The value of believing in free will: Encouraging a belief in determinism increases cheating. Psychological Science, 19, 49-54.
- Vohs, K. D., Sengupta, J., & Dahl, D. W. (2014). The price had better be right: Women’s reactions to sexual stimuli vary with market factors. Psychological Science, 25, 278—283.
- Vohs, K. D., Wang,, Y. Gino, F., & Norton, M. I. (2013). Rituals enhance consumption. Psychological Science, 24, 1860—1867.
- Zhou, X. Vohs, K. D., & Baumeister, R. F. (2009). The symbolic power of money: Reminders of money alter social distress and physical pain. Psychological Science, 20, 700—706.